# Athanasz
Athanasz (Athanisz) (i. e. 4. század) görög történetíró

## Élete
Szürakuszaiban élt, feltehetőleg részt vett abban a felkelésben, amelyet Dión vezetett II. Dionüsziosz türannosz ellen. Később e kor történetét írta meg 13 fejezetben. A munka első fejezete, amely II. Dionüsziosz uralkodása utolsó öt évét tárgyalja, folytatása és kiegészítése Philisztosz történetíró munkájának. A műből csupán töredékek maradtak fenn.